# ليلاند بالمر
ليلاند بالمر (بالإنجليزية: Leland Palmer)‏ هي راقصة ومغنية ومصممة رقص وممثلة أمريكية، ولدت في 16 يونيو 1945 في الولايات المتحدة.

## أعمال

### أفلام
- (1979) كل هذا الجاز

## ترشيحات
- جائزة توني عن فئة أفضل ممثلة في مسرحية موسيقية [الإنجليزية]‏ (1973)

## وصلات خارجية
- ليلاند بالمر على موقع IMDb (الإنجليزية)
- ليلاند بالمر على موقع ميوزك برينز (الإنجليزية)
- ليلاند بالمر على موقع قاعدة بيانات برودواي على الإنترنت (الإنجليزية)
- ليلاند بالمر على موقع ديسكوغز (الإنجليزية)
- ليلاند بالمر على موقع قاعدة بيانات الفيلم (الإنجليزية)